# 虎眼石

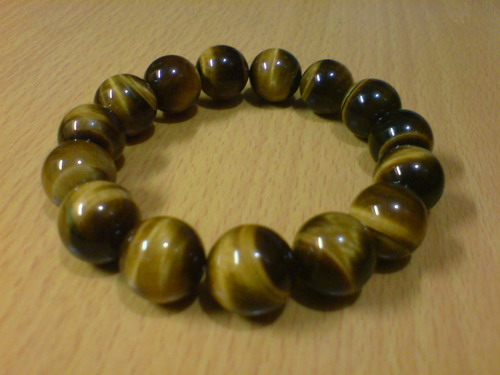
以虎眼石製作的手链

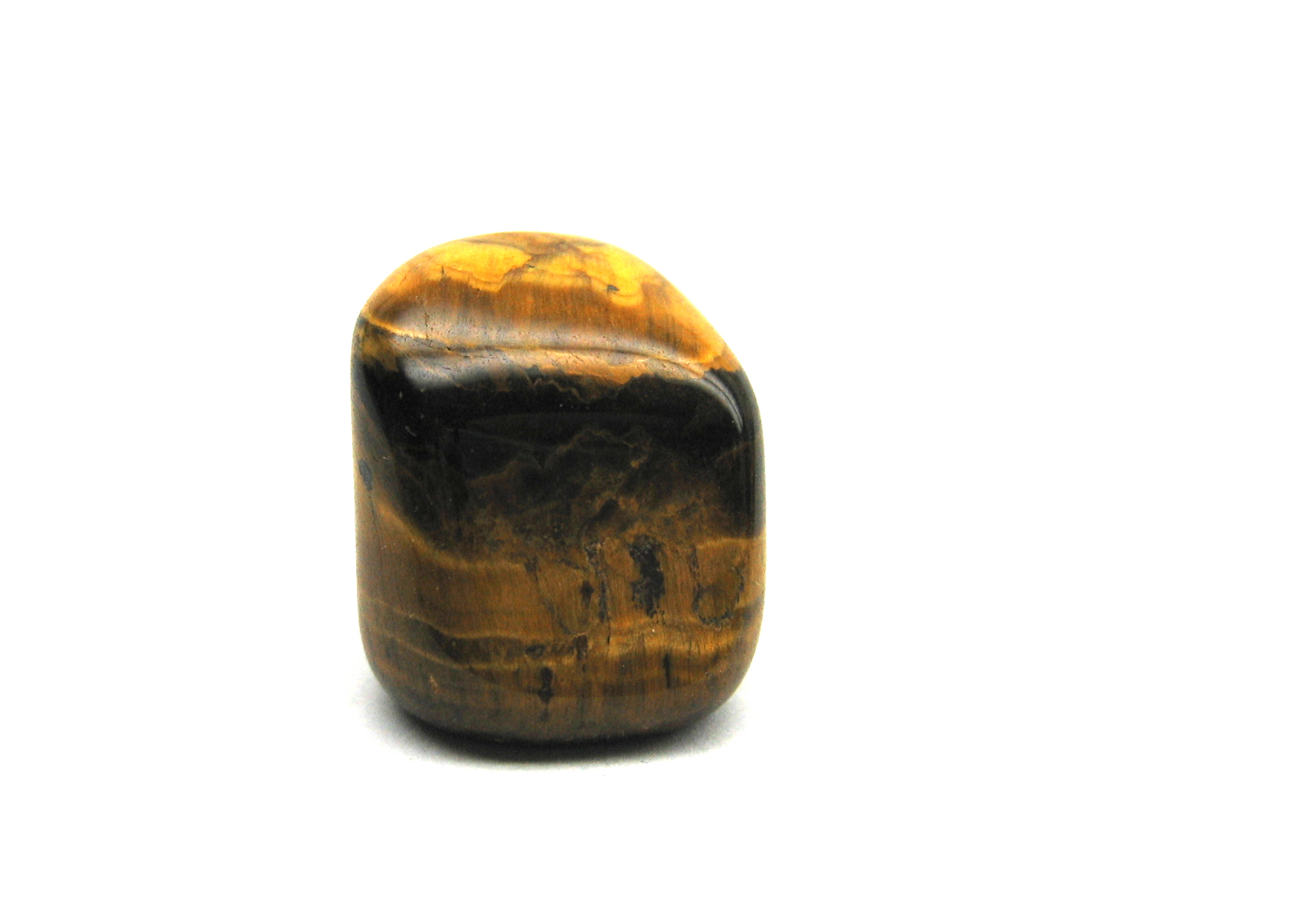
磨光虎眼石

虎眼石（Tigerite或Tiger's eye），或稱虎睛石，是一種具有貓眼效果的寶石，多呈黃棕色，寶石內帶有仿絲質的光紋。虎眼石是石英的其中一個品種，這種寶石可以利用青石棉纖維硅製作進行假晶替代。硅化的未完成過程所產生的藍色變異種，則稱為「鷹眼石」。

## 特徵
虎眼石經常以凸圓形寶石切割法處理，這種處理方法最能突出虎眼石本身的貓眼光。虎眼石經過微熱加工可以變成紅色。漂亮的蜜糖色虎眼石有機會可以冒充另一種價值更高的貓眼石「金綠寶石（chrysoberyl）」，不過效果通常不能使人滿意。以人造纖維玻璃所製作的寶石是虎眼石常見的替代石，而且這種纖維玻璃還能製作出很多種顏色的寶石。

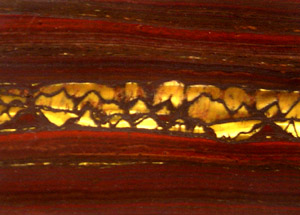
鐵虎眼

另外有一種與虎眼石極有關連的岩石，名叫鐵虎眼。鐵虎眼是一種滲合天然虎眼石、紅碧玉及黑色赤鐵礦而成的礦石。它的成色、光紋對比都非常華麗，經常被製作為珠寶、高價裝飾品、念珠以及鑲嵌在刀柄上的寶石。鐵虎眼與虎眼石大多採自南非及西澳大利亞州，主要成份是二氧化硅，密度約為2.64至2.71，由變種青石棉及酸化鐵構成石英質的顏色。虎眼石的著名產源主要來自美國、南非、加拿大、中國、巴西、納米比亞、印度及緬甸。

## 備注
1. ↑  （英文）柏克萊加州大學網站 （页面存档备份，存于）

- Allenpress：虎眼石與鷹眼石的形成